# Samsung Galaxy Core
Samsung Galaxy Core (GT-I8260) — смартфон, анонсированный компанией Samsung Electronics 7 мая 2013 года, работает под управлением операционной системы Android. Версия с двумя сим-картами поступила в продажу в конце мая, а версия с одной сим-картой — в июле.
Смартфон работает под управлением интерфейса TouchWiz и Android Jelly Bean (Android 4.1.2).
Samsung Galaxy Core похож по характеристикам на Samsung Galaxy S II, но имеет камеру, аналогичную Samsung Galaxy Ace. Внешний дизайн напоминает Samsung Galaxy S III. Смартфон имеет установленный голосовой помощник S Voice - собственную разработку компании. Особенностью устройства является возможность одновременной работы с двумя SIM-картами.

## Технические характеристики
Он оснащен процессором Snapdragon MSM8225 с тактовой частотой 1209 МГц и 45-нм архитектурой, 1 ГБ оперативной памяти, из которой можно использовать 842 МБ, и графическим процессором Adreno 203 с максимальной тактовой частотой 320 МГц. Он продается только в версии с 8 ГБ встроенной памяти (полезная 4,75 ГБ), расширяемой с помощью microSD до 64 ГБ.
Galaxy Core оснащен аккумулятором емкостью 1800 мАч, который обеспечивает 540 минут работы в режиме разговора и 300 часов в режиме ожидания. Он оснащен 4,3-дюймовым емкостным TFT-дисплеем с разрешением 800 × 480 пикселей, 5 касаний и плотностью пикселей 217 ppi. Также оснащен различными датчиками, такими как приближения, ускорения, магнетизма и ориентации. Модель Dual-SIM (Core duos) была выпущена в конце мая 2013 года. Более поздними версиями являются: Core LTE (поддерживает сети 4G), Core 2 (аппаратные улучшения) и Core prime (64-битная система).

### Обзоры
- Обзор Dual-Sim - смартфона Samsung Galaxy Core на gagadget.com